# ジーン・シスケル
ユージーン・カル・"ジーン"・シスケル（Eugene Kal "Gene" Siskel, 1946年1月26日 - 1999年2月20日）は、『シカゴ・トリビューン』で活動していたアメリカ合衆国の映画評論家、ジャーナリストである。同業のロジャー・イーバートと共に1975年から1999年まで映画レビュー番組で司会を務めていたことで知られる。

## 生い立ちとキャリア
イリノイ州シカゴで生まれる。両親はロシア系ユダヤ人の移民であり、シスケルが10歳の時に亡くなる。両親の死後は叔母と叔父に育てられる。シスケルはカルバー・アカデミーズに通い、1967年にイェール大学で哲学の学位を得て卒業する。大学時代はピューリッツァー賞受賞作家のジョン・ハーシーの下で学んだ。1969年に『シカゴ・トリビューン』に就職する。彼の評論が初めて紙面上に掲載されたのは映画『Rascal』であり、これは彼が新聞所属の評論家となる1ヶ月前に書かれたものであった。評論内容は好意的なものであったが、当時新聞は星取表による採点システムを採用していなかった。またシスケルは米陸軍予備部隊に入り1968年初頭に初等士官訓練を終えて国防情報学校で軍事ジャーナリストと広報官を務めた。その後シスケルは『PLAYBOY』誌を創刊したヒュー・ヘフナーと知り合った。

### シスケル&イーバート
1975年にシスケルは『シカゴ・サンタイムズ』の映画評論家のロジャー・イーバートと組み、地元シカゴのPBS局であるWTTWで番組の司会者となり、最終的にそれは『Sneak Previews』となる。番組の「サムズアップ、サムズダウン」システムはトレードマークとなり、コメディ番組『SCTV』、『In Living Color』、『Bizarre』や映画『ハリウッド夢工場/オスカーを狙え!!』、『GODZILLA』などでパロディにされた。『Sneak Previews』は1977年にはPBSの番組となって全米の視聴者に見られることとなった。
1982年にWTTWとPBSを離れたシスケルとイーバートはトリビューン・ブロードキャスティングで新たに『At the Movies』を始めた。1986年に2人はウォルト・ディズニー・カンパニー傘下の局に移り、新たに『Siskel & Ebert & the Movies』（後に『Siskel & Ebert』に短縮）を開始する。 
シスケルとイーバートは普段は映画やトーク番組を除くテレビシリーズへの出演を「世間への責任を損なう」と感じていたので拒んでいた。しかしながらテレビ番組で司会を務める映画評論家が登場するテレビアニメ『The Critic』への出演は「抵抗」できなかった。出演したエピソードはシスケルとイーバートがコンビを解消し、共に著名な評論家のジャイ・シャーマンを新パートナーに希望するという内容であった。2人は他に子供向け番組『セサミストリート』にも1話のみ出演した。さらにシスケルは『The Larry Sanders Show』にも出演した。

## 死去
1998年5月8日にシスケルは癌性脳腫瘍と診断され、3日後に手術を受けた。1999年2月3日にシスケルは休暇を発表したが、「ロジャーが私よりもたくさん画面に写って欲しくないので急いで回復する」と述べ、秋期に復帰する意向を明かした。
1999年2月20日にシスケルは他の手術との合併症により53歳で亡くなった。シスケルの死後、『Siskel & Ebert』のプロデューサーは後継者探しを兼ねて他の評論家をローテーションで起用した。最終的にイーバートと同じ『シカゴ・サンタイムズ』のリチャード・ローパーが後継となり、番組名は『Ebert & Roeper at the Movies』に変更された。シスケルが最後にイーバートとテレビで批評した映画は『ヴァージン・フライト』（1999年1月23日）、また紙面上ではフレディ・プリンゼ・ジュニアのロマンティック・コメディ『シーズ・オール・ザット』であった。